# Balatka
Balatka je priimek več znanih oseb:
- Antonin Balatka (1895—1958), češki skladatelj, dirigent in režiser.
- Jan Balatka (1825—1899), ćeško-ameriški skladatelj.